# Gian Marco Centinaio
Gian Marco Centinaio (n. Pavía, Lombardía, Italia, 31 de octubre de 1971) es un político y politólogo italiano. Miembro de la Liga.
Actualmente es Senador de la República.

## Biografía
Nació el día 31 de octubre del año 1971, en la ciudad italiana de Pavía, que está situada en la Región de Lombardía.
El 20 de abril de 1999 se graduó en la carrera de Ciencias Políticas con estudios en Dirección Económico-Territorial por la Universidad de Pavía (UNIPV).
Dentro del mundo de la política es militante del partido, Liga.
Ocupó su primer cargo de responsabilidad desde el 2009 hasta el 2014 como Teniente de Alcalde y Concejal de Cultura del Ayuntamiento de Pavía, liderado por el entonces alcalde, Alessandro Cattaneo.
Tras las Elecciones generales de Italia de 2013, fue elegido como Miembro del Senado de la República, por la circunscripción electoral de Lombardía.
Cabe destacar que el 8 de julio de 2014, se convirtió en el líder su grupo parlamentario dentro del senado.
Seguidamente, en las Elecciones generales de 2018, fue reelegido como senador y líder de su grupo parlamentario para la nueva legislatura.
El día 1 de junio de 2018, juró ante el Presidente de la República, Sergio Mattarella, como nuevo Ministro de Políticas Agrícolas, Alimentarias y Forestales de Italia, dentro del nuevo gobierno de coalición "Conte".
Al mismo tiempo, el 2 de julio, el Consejo de Ministros también le encomendó la cartera ministerial de Turismo.

## Datos personales
Él es considerado como uno de los líderes de la Liga más cercanos al secretario del partido, Matteo Salvini. 
Políticamente expresó su firme oposición a la ratificación del Acuerdo Integral de Economía y Comercio (CETA), que es una propuesta de tratado de libre comercio entre la Unión Europea y Canadá.
Es un apasionado de las motos Harley-Davidson.
Durante una entrevista televisiva que tuvo lugar el 4 de mayo de 2017 en el programa de actualidad "Tagadà" del canal La7, declaró ser un gran forofo del club de fútbol, Parma Calcio 1913. Además dijo que es miembro del accionista generalizado (PPC).